# Callicostella frateri
Callicostella frateri là một loài rêu trong họ Pilotrichaceae. Loài này được Broth. & Watts mô tả khoa học đầu tiên năm 1915.